# Stadion Kirjat Eli’ezer
Stadion Kirjat Eli’ezer (he: אצטדיון העירוני חיפה) – nieistniejący już stadion piłkarski, położony w mieście Hajfa, Izrael. Został zburzony w 2015 roku. Swoje mecze na tym obiekcie rozgrywali: Maccabi Hajfa oraz Hapoel Hajfa Jego pojemność wynosiła 14 002 miejsc.
W 2014 został on zastąpiony nowoczesnym obiektem – Stadionem Samiego Ofera.